# Anelaphus niveivestitus
Anelaphus niveivestitus là một loài bọ cánh cứng trong họ Cerambycidae.